# Graubauchhörnchen
Das Graubauchhörnchen (Callosciurus caniceps) ist eine Hörnchenart aus der Gattung der Echten Schönhörnchen (Callosciurus). Sie kommt in Süd- und Südostasien vom Süden der Provinz Yunnan, Volksrepublik China, über Myanmar und Thailand bis auf die malaiische Halbinsel vor.

## Merkmale
Das Graubauchhörnchen erreicht eine Kopf-Rumpf-Länge von 19 bis 39 Zentimetern und ein Gewicht von etwa 227 bis 320 Gramm. Der Schwanz erreicht eine Länge von etwa 15 bis 24 Zentimetern und ist damit etwa ebenso lang wie der Restkörper. Der Hinterfuß wird 49 bis 54 Millimeter lang, das Ohr erreicht eine Länge von 19 bis 23 Millimetern. Das Rückenfell der Tiere ist grau bis dunkel- oder olivbraun, das Bauchfell ist silbergrau, kann jedoch auch rote Anteile haben. Der Schwanz ist ebenfalls grau mit einer abgesetzten schwarzen Spitze.
Der Schädel hat eine Gesamtlänge von 50 bis 56 Millimetern.

## Verbreitung
Das Graubauchhörnchen kommt in Süd- und Südostasien von der Volksrepublik China, über Myanmar und Thailand bis auf die Malaiische Halbinsel sowie vorgelagerte Inseln wie Langkawi vor. In China ist seine Verbreitung auf den Süden der Provinz Yunnan beschränkt. Darüber hinaus wird angenommen, dass die Art auch in Laos westlich des Mekong vorkommt, dies konnte jedoch bislang nicht hinreichend belegt werden.
Die Höhenverbreitung reicht in China bis etwa 2500 Meter, allerdings kommen die Tiere meistens in deutlich geringeren Höhenstufen vor. Am Mount Hijau in Perak, Malaysia, kommt die Art bis zum Gipfel in einer Höhe von 1433 Metern vor.

## Lebensweise

### Lebensraum und Revierverteilung
Das Graubauchhörnchen ist wie alle Arten der Gattung weitgehend baumlebend (arboricol), meist in Höhen bis 10 Metern und seltener bis 15 Meter. Es kommt jedoch regelmäßig auf den Boden zur Nahrungssuche. Wie einige andere Hörnchen ist diese Art an die Präsenz von Menschen gewöhnt und kommt entsprechend in Sekundärwäldern, Parks, Gärten, Plantagen und Kulturlandschaften vor. Im natürlichen Lebensraum bevorzugt die Art dichtere Wälder der Zweiflügelfruchtbäume (Dipterocarpus), die in vielen Gebieten Südostasiens waldbildend sind. Dies ist etwa im Ulu Gombak Forest Reserve in Selangor und im Krau Wildlife Reserve in Pahang, beide in Malaysia, sowie in China der Fall.
Das Revier der Tiere ist im Vergleich zu anderen baumlebenden Hörnchen verhältnismäßig klein und ändert sich in seiner Größe auch nicht saisonal. Die einzelnen Reviere überlappen untereinander sowohl mit Artgenossen des gleichen wie auch des anderen Geschlechts. Dabei sind die Reviere der Männchen im Durchschnitt zwischen 2,4 und 2,6 Hektar und die der Weibchen durchschnittlich 1,2 bis 1,5 Hektar groß. Bei Untersuchungen im Krau Wildlife Reserve wurde eine im Vergleich zum sympatrisch vorkommenden Bananenhörnchen (Callosciurus notatus) eine sehr geringe Bestandsdichte des Graubauchhörnchens festgestellt, dort kamen bei Fallenzählungen auf 53 Individuen des Bananenhörnchens nur 4 Individuen des Graubauchhörnchens.

### Ernährung und Verhalten

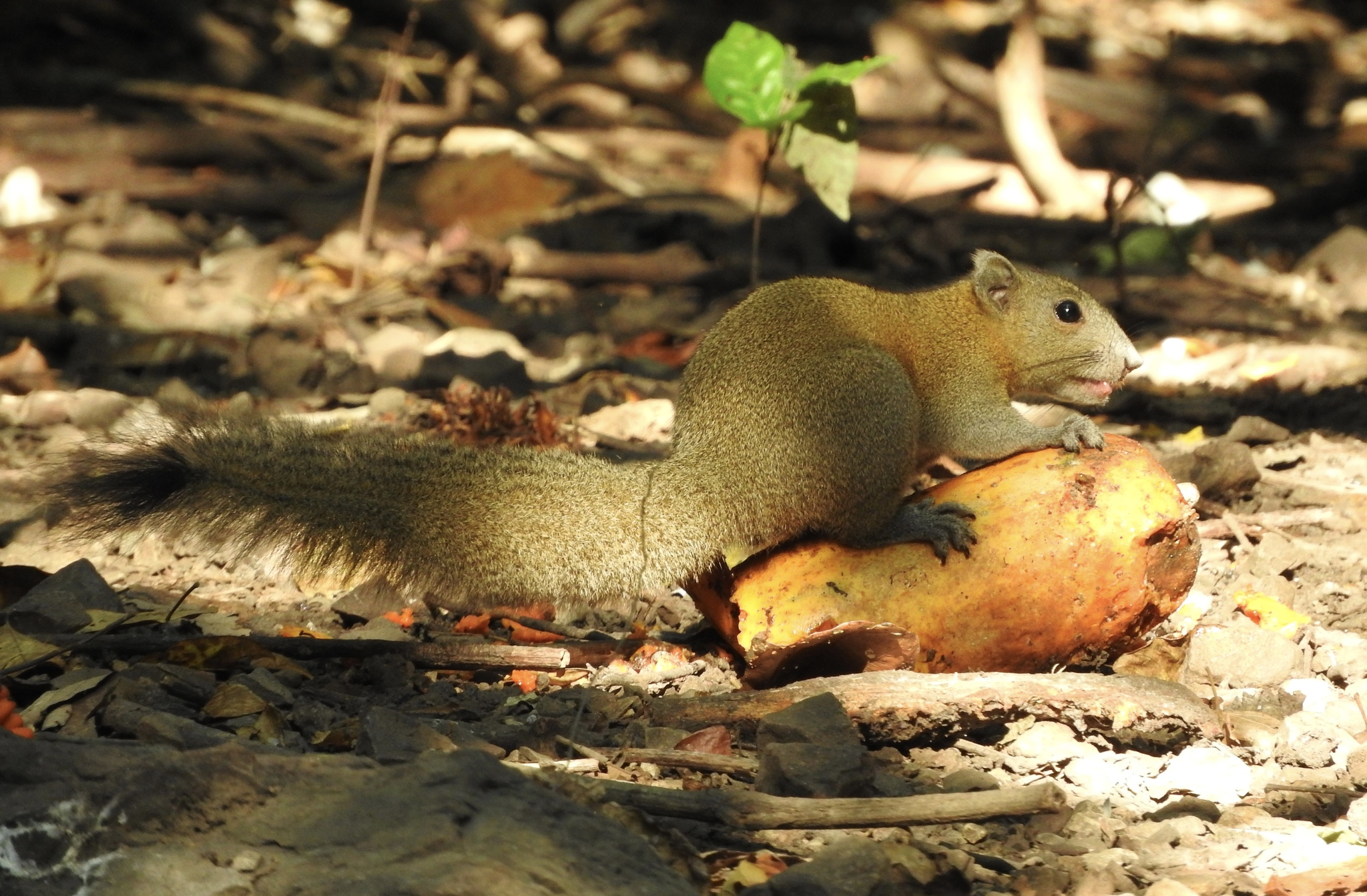
Graubauchhörnchen mit Frucht im Südwesten Thailands

Die Nahrung des Graubauchhörnchens besteht vor allem aus Früchten und seltener Insekten. Nach einer Nahrungsanalyse wurden 13 verschiedene Nahrungspflanzen identifiziert, wobei sich die Anteile auf 45 % Früchte, 21 % Blätter, 17 % Rinden und 10 % Blüten sowie weitere Nahrungsbestandteile aufteilten.
Die Tiere sind tagaktiv, die Hauptaktivität liegt etwa im Krau Wildlife Reserve zwischen 16:00 und 18:00 Uhr sowie am Morgen. Die Tiere stoßen laute und sich wiederholende Alarmrufe aus, wenn sie gestört werden. Vor bodenlebenden Beutegreifern warnen die Tiere mit einem lauten und stakkato-artigen Bellen, auf das Artgenossen reagieren, indem sie in die Bäume klettern und sich still verhalten. Auf fliegende Beutegreifer reagieren sie dagegen mit einem niederfrequenten Bellen, wenn der Angreifer weiter entfernt ist, und einem Rassellaut bei völliger Körperstarre, wenn er näher kommt. Auf Schlangen reagiert das Tier mit einem Quieken, worauf Artgenossen motivierte werden, die Schlange gemeinsam anzugreifen und zu vertreiben (hassen).

### Fortpflanzung
Wenn die Weibchen paarungsbereit sind, locken sie mehrere Männchen an und verpaaren sich mit ihnen. Dabei locken sie im Schnitt sechs bis acht Männchen und verpaaren sich mit vier bis sechs innerhalb einer Zeit von etwa sechs Stunden. Nach der Paarung stößt das Männchen über einen Zeitraum von 12 bis 35 Minuten einen Bellruf aus, der dem Warnruf der Tiere entspricht, wodurch sich weder das Weibchen noch andere Männchen wie bei einer Bedrohung bewegen.
Im Krau Wildlife Reserve wurden tragende Weibchen fast während des gesamten Jahres gefangen, sodass es bei dieser Art wahrscheinlich keine festen Paarungs- und Fortpflanzungszeiten gibt. Die Tiere bauen runde Nester (Kobel) aus Zweigen mit einem seitlichen Eingang im höheren Geäst junger Bäume oder Gebüsche. Die Weibchen bringen in den Nestern die Jungtiere zur Welt, wobei ein Wurf aus ein bis fünf und im Durchschnitt 2,2 Jungtieren besteht.

### Parasiten
Globocephalus callosciuri ist ein im Dickdarm beim Graubauchhörnchen vorkommender Hakenwurm.

## Systematik
Das Graubauchhörnchen wird als eigenständige Art innerhalb der Gattung der Echten Schönhörnchen (Callosciurus) eingeordnet, die aus 15 Arten besteht. Die wissenschaftliche Erstbeschreibung stammt von John Edward Gray aus dem Jahr 1842, der wahrscheinlich ein Individuum aus der nördlichen Tanintharyi-Division („Bhotan“, Tenasserim) im heutigen Myanmar als Sciurus caniceps beschrieb. In der Vergangenheit wurden zahlreiche Arten und Unterarten beschrieben, die heute als Synonyme betrachtet werden. Das Graubauchhörnchen wurde zudem zeitweise als Unterart des Pallashörnchens (Callosciurus erythraeus) geführt.
Innerhalb der Art werden mit der Nominatform sechs bis acht Unterarten unterschieden:
- Callosciurus caniceps caniceps: Nominatform; Vorkommen in Thailand und Malaysia mit großer Farbvariation.
- Callosciurus caniceps adangensis: Vorkommen auf mehreren kleinen Inseln vor der Küste Thailands.
- Callosciurus caniceps altinsularis: Vorkommen auf High Island im Mergui-Archipel, Myanmar. Die Form ist deutlich heller als andere Unterarten.
- Callosciurus caniceps bimaculatus: Vorkommen im Norden Thailands und Myanmar.
- Callosciurus caniceps casensis: Vorkommen auf Chance Island vor der Westküste Thailands.
- Callosciurus caniceps concolor: Vorkommen auf der malaiischen Halbinsel und in Teilen Thailands.
- Callosciurus caniceps domelicus: Vorkommen auf den Inseln Domel, Bentinck und Kisseraing im Mergui-Archipel, Myanmar.
- Callosciurus caniceps fallax: Vorkommen auf Ko Pha-ngan vor der Ostküste Thailands.

Callosciurus caniceps concolor bekam 2024 den Status einer eigenständigen Art.

## Status, Bedrohung und Schutz

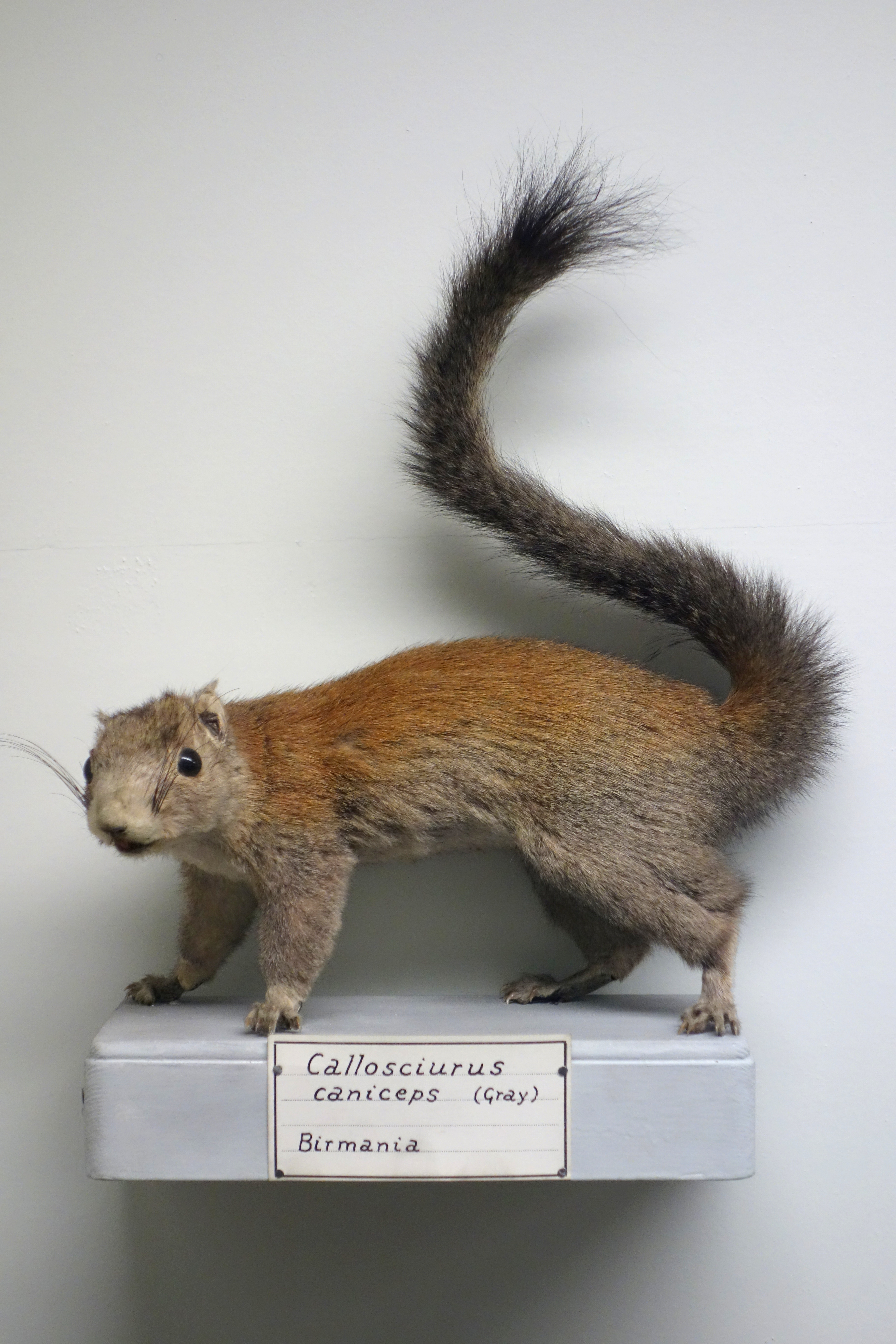
Ausgestopftes Graubauchhörnchen im Museo Civico di Storia Naturale di Genova in Genua, Italien

Das Graubauchhörnchen wird von der International Union for Conservation of Nature and Natural Resources (IUCN) aufgrund des großen Verbreitungsgebietes, der großen Populationen und der nicht bekannten Bestandsgefährdung als nicht gefährdet (least concern) eingeordnet. Es kommt zudem in zahlreichen geschützten Gebieten vor und ist sehr tolerant gegenüber Störungen durch Menschen und Veränderungen seines Lebensraumes. Potenzielle Gefährdungsursachen sind für diese Art nicht bekannt.

## Belege
1. 1 2 3 4 5 6 7 8 9 10 11  Robert S. Hoffmann, Andrew T. Smith: Grey-Bellied Squirrel. In: Andrew T. Smith, Yan Xie: A Guide to the Mammals of China. Princeton University Press, Princeton NJ 2008, ISBN 978-0-691-09984-2, S. 182–183.
2. 1 2 3 4 5 6 7 8 9 10 11 12  Richard W. Thorington Jr., John L. Koprowski, Michael A. Steele: Squirrels of the World. Johns Hopkins University Press, Baltimore MD 2012; S. 136–137. ISBN 978-1-4214-0469-1
3. 1 2 3 4  Callosciurus caniceps in der Roten Liste gefährdeter Arten der IUCN 2014.2. Eingestellt von: J.W. Duckworth, 2008. Abgerufen am 15. Oktober 2014.
4. ↑  Jimmy Cassone, M. Krishnasamy: Globocephalus callosciuri n. sp. (Nematoda, Ancylostomatidae), parasite d'Écureuil de Malaisie. In: Bull. Mus. nam. Hist. nat., Paris, 4. Serie, Band 8, 1986, Sektion A, Nummer 3, S. 501–504.
5. 1 2 3 4  Callosciurus caniceps In: Don E. Wilson, DeeAnn M. Reeder (Hrsg.): Mammal Species of the World. A taxonomic and geographic Reference. 2 Bände. 3. Auflage. Johns Hopkins University Press, Baltimore MD 2005, ISBN 0-8018-8221-4.
6. ↑  John Edward Gray: Descriptions of some new genera and fifty unrecorded species of Mammalia. Annals and Magazine of Natural History 10, 1842; S. 263. (Volltext).
7. ↑  Arlo Hinckley, Jesús E. Maldonado, Noriko Tamura, Jennifer A. Leonard und Melissa T. R. Hawkins. 2024. Lost in Synonymy: Integrative Species Delimitation reveals Two unrecognized Species of Southern Asian Tree Squirrels (Rodentia: Sciuridae: Callosciurinae). Vertebrate Zoology. 74: 683-707. DOI: 10.3897/vz.74.e133467